# The Mail on Sunday
Mail on Sunday- недільна газета Daily Mail, хоча вона й вважається  молодшою сестрою й продовжує основні принципи компанії, редакційний штат в неї повністю різний.

## Історія
Перше видання газети було опубліковане 2 травня 1982 року Хармсвортом під час Фолклендської_війни. Це була перша нова національна недільна газета більше ніж за 21 рік.  Газета була названа «The Mail on Sunday», так як «Sunday Mail» була вже зайнята. Шотландський варіант «The Mail on Sunday» почав виходити у 1995 році під назвою “The Scottish Mail on Sunday“
«The Mail on Sunday» - є частиною Associated Newspapers, дочірнім підприємством Daily Mail and General Trust, яке належить Джонатану Хармсворту. Хоча газета видається в таблоїдному форматі, все ж позиціонує себе як масова.
Газета приймає правоцентристські політичні позиції, але пропонує більш обмежене підтвердження Консервативної Партії, ніж 
«The Daily Mail». В 1983 році підтримувала соціал-демократичну партію.
Обсяг газети 200 аркушів. Наклад газети до 2012 року - 2 млн., а в 2014 – 1,6 млн. Головна мета газети – розважати та інформувати.
Починаючи з 13 січня 2008 року газета стала кольоровою.

## Додатки
«The Mail on Sunday» відрізняться своїми додатками «Ти» та «Життя». 
“Ти” – це журнал, який був запущений 24 жовтня 1982 року, направлений на жіночу аудиторію. Містить в собі поради з моди, краси та оформлення інтер'єру. Журнал також включає в себе поради з живлення, здоров’я та відношень.
«Життя» спочатку мав назву «Ніч та День». Вперше був надрукований 10 жовтня 1993 року і містив в собі програму радіо та телебачення. 12 серпня 2005 року змінив своє направлення і став додатком для чоловіків. Основну увагу в  «Життя» приділяють автомобільній та технологічній тематиці. 
Крім цих додатків «The Mail on Sunday» видає ще два доповнення - тижневика. «The Mail on Sunday 2»  виходить з 13 січня 2008 року та включає оглядову секцію газети, крім того рубрики: подорож, здоров'я, нерухомість та різноманітні головоломки.
Друге газетне доповнення виходить під назвою «Football On Sunday», і не зважаючи на свою назву містить інформацію про різні види спорту.
«Financial Mail» раніше також була додатком, але на сьогоднішній день є частиною газети.

## Редактори
- 1982: Bernard Shrimsley
- 1982: David English
- 1982: Stewart Steven
- 1992: Jonathan Holborow
- 1998: Peter Wright
- 2012: Geordie Greig